# Burkina Faso na Letnich Igrzyskach Olimpijskich 2008
Burkina Faso na Letnich Igrzyskach Olimpijskich 2008 reprezentowało 6 sportowców w 4 dyscyplinach.
Był to siódmy start reprezentacji Burkina Faso na letnich igrzyskach olimpijskich.

## Wyniki reprezentantów Burkina Faso

### Judo
Kobiety
| Zawodniczka    | Konkurencja | Preeliminacje                | 1/32                          | 1/16                          | Ćwierćfinał                   | Półfinał                      | Pierwsza runda repasaży       | Ćwierćfinał repasaży          | Półfinał repasaży             | Finał                         |
| Zawodniczka    | Konkurencja | Przeciwnik Punkty            | Przeciwnik Punkty             | Przeciwnik Punkty             | Przeciwnik Punkty             | Przeciwnik Punkty             | Przeciwnik Punkty             | Przeciwnik Punkty             | Przeciwnik Punkty             | Przeciwnik Punkty             |
| -------------- | ----------- | ---------------------------- | ----------------------------- | ----------------------------- | ----------------------------- | ----------------------------- | ----------------------------- | ----------------------------- | ----------------------------- | ----------------------------- |
| Hanatou Ouelgo | 48 kg       | Kelbet Nurgazina P 0000-1001 | Odpadła z dalszej rywalizacji | Odpadła z dalszej rywalizacji | Odpadła z dalszej rywalizacji | Odpadła z dalszej rywalizacji | Odpadła z dalszej rywalizacji | Odpadła z dalszej rywalizacji | Odpadła z dalszej rywalizacji | Odpadła z dalszej rywalizacji |

### Lekkoatletyka
Mężczyźni
| Idrissa Sanou | 100 m | 10.63 | 56 | Odpadł z dalszej rywalizacji | Odpadł z dalszej rywalizacji | Odpadł z dalszej rywalizacji | Odpadł z dalszej rywalizacji | Odpadł z dalszej rywalizacji | Odpadł z dalszej rywalizacji | Odpadł z dalszej rywalizacji | Odpadł z dalszej rywalizacji |

Kobiety
| Zawodniczka     | Konkurencja        | Bieg eliminacyjny | Bieg eliminacyjny | Ćwierćfinał | Ćwierćfinał | Półfinał | Półfinał | Finał                         | Finał                         |
| Zawodniczka     | Konkurencja        | Wynik             | Miejsce           | Wynik       | Miejsce     | Wynik    | Miejsce  | Wynik                         | Miejsce                       |
| --------------- | ------------------ | ----------------- | ----------------- | ----------- | ----------- | -------- | -------- | ----------------------------- | ----------------------------- |
| Aïssata Soulama | 400 m przez płotki | 56.37             | 16                |             |             | 55.69    | 11       | Odpadła z dalszej rywalizacji | Odpadła z dalszej rywalizacji |

### Pływanie
Mężczyźni
| Zawodnik      | Konkurencja          | Wyścig eliminacyjny | Wyścig eliminacyjny | Półfinał                     | Półfinał                     | Finał                        | Finał                        |
| Zawodnik      | Konkurencja          | Czas                | Miejsce             | Czas                         | Miejsce                      | Czas                         | Miejsce                      |
| ------------- | -------------------- | ------------------- | ------------------- | ---------------------------- | ---------------------------- | ---------------------------- | ---------------------------- |
| Rene Yougbare | 50 m stylem dowolnym | 30.08               | 92                  | Odpadł z dalszej rywalizacji | Odpadł z dalszej rywalizacji | Odpadł z dalszej rywalizacji | Odpadł z dalszej rywalizacji |

Kobiety
| Zawodniczka       | Konkurencja          | Wyścig eliminacyjny | Wyścig eliminacyjny | Półfinał                      | Półfinał                      | Finał                         | Finał                         |
| Zawodniczka       | Konkurencja          | Czas                | Miejsce             | Czas                          | Miejsce                       | Czas                          | Miejsce                       |
| ----------------- | -------------------- | ------------------- | ------------------- | ----------------------------- | ----------------------------- | ----------------------------- | ----------------------------- |
| Elisabeth Nikiema | 50 m stylem dowolnym | 34.98               | 85                  | Odpadła z dalszej rywalizacji | Odpadła z dalszej rywalizacji | Odpadła z dalszej rywalizacji | Odpadła z dalszej rywalizacji |

### Szermierka
Mężczyźni
| Julien Ouedraogo | szabla | Nicolas Lopez P 6-15 | Odpadł z dalszej rywalizacji | Odpadł z dalszej rywalizacji | Odpadł z dalszej rywalizacji | Odpadł z dalszej rywalizacji | Odpadł z dalszej rywalizacji | Odpadł z dalszej rywalizacji | Odpadł z dalszej rywalizacji |